# Ноу-хау
«Ноу-хау» (англ. know-how, «знаю як») — технологічні знання, досвід, секрети виробництва, спрямовані на вирішення тих чи інших завдань, виготовлення певного виробу, підвищення ефективності виробництва. Це також результати технічної творчості на рівні винахідництва, які не були запатентовані.
Розглядається разом з «know-what» («знаю що», факти), «know-why» («знаю чому», наука) та «know-who» («знаю кого», комунікація)[джерело?]. Ноу-хау пов'язане з поняттям неявного знання, тобто знання, яке важко або неможливо передати іншій особі. 
В контексті інтелектуальної власності ноу-хау — це знання та досвід наукового, технічного, виробничого та ін. характеру, які практично застосовуються в діяльності підприємства, але ще не стали загальним надбанням. Використання ноу-хау часто забезпечує конкурентні переваги й комерційну вигоду організації, що їх отримала. Передача здійснюється на основі укладання ліцензійних договорів. Ноу-хау співіснує з патентами, торговими марками й авторським правом, є економічним активом.
Зазвичай ноу-хау означає секретні незапатентовані технологічні знання й процеси, практичний досвід, включаючи методи, необхідні для виробництва певного виробу, наукових досліджень і розробок; склади та рецепти матеріалів, речовин, сплавів тощо; методи й способи лікування; методи та способи видобутку корисних копалин; специфікації, формули й рецептура; документація, схеми організації виробництва, досвід в області дизайну, маркетингу, керування, економіки і фінансів та інших сфер.
Звичайно поза контекстом інтелектуальної власності під ноу-хау розуміють процедурне знання.